# Afraid of Heights (Wavves)
Afraid of Heights è il quarto album in studio del gruppo rock statunitense Wavves, pubblicato nel 2013.

## Tracce
1. Sail to the Sun – 3:14
2. Demon to Lean On – 4:12
3. Mystic – 2:23
4. Lunge Forward – 2:48
5. Dog – 3:10
6. Afraid of Heights (feat. Jenny Lewis) – 5:06
7. Paranoid – 2:22
8. Cop – 1:57
9. Beat Me Up – 2:20
10. Everything Is My Fault – 2:38
11. That's on Me – 3:40
12. Gimme a Knife – 2:54
13. I Can't Dream – 5:13